# جيمس وليامز (لاعب كرة قدم)
جيمس وليامز (بالإنجليزية: James Williams)‏ هو لاعب كرة قدم بريطاني (وحمل سابقاً جنسية المملكة المتحدة لبريطانيا العظمى وأيرلندا) في مركز الهجوم، ولد في 1880 في المملكة المتحدة، وتوفي في 5 يونيو 1916 في فرنسا. شارك مع منتخب ويلز لكرة القدم. أما مع النوادي، فقد لعب مع برمنغهام سيتي وكريستال بالاس ونادي بوري ونادي ميلوول وأكرينجتون ستانلي ‏.